# Михайловка (Усть-Калманський район)
Миха́йловка (рос. Михайловка) — село у складі Усть-Калманського району Алтайського краю, Росія. Адміністративний центр Михайловської сільської ради.

## Населення
Населення — 1516 осіб (2010; 1899 у 2002).
Національний склад (станом на 2002 рік):
- росіяни — 97 %